# バーゼル合意
バーゼル合意とは、バーゼルI 、バーゼルII 、バーゼルIIIなど、バーゼル銀行監督委員会（BCBS）が発行した銀行監督合意（銀行規制に関する勧告）のことを指す。
BCBSがスイス・バーゼルにある国際決済銀行に事務局を置いており、委員会が通常そこで会合することが、バーゼル合意と呼ばれるゆえんである。

## バーゼル委員会
かつて、バーゼル委員会は、G10プラスルクセンブルグとスペインの中央銀行および規制当局の代表者で構成されていた。 2009年以降、全G20主要国に加え、香港やシンガポールなどの代表的な国際金融センターも加わることとなった（加盟国の全一覧については委員会の記事を参照のこと ）。
委員会は勧告を執行する権限を持っていないものの、ほとんどの加盟国に加え一部の国は委員会の方針に基づき規制を施行する傾向にある。つまり、委員会の勧告の結果としてではなく、国内（またはEU全体）の法律および規制を通じて勧告が実施されるということである。したがって、勧告がされてから、国レベルの法律として実施されるまでの間にはいくらかの時間を要するケースが多い。